# Kommuneplanrammer
Kommuneplanrammer er en benævnelse for de såkaldte rammer for lokalplanlægning, der er indeholdt i en kommuneplan. Rammerne indeholder typisk bestemmelser om et områdes anvendelse, bebyggelsesprocent, etageantal m.m. En lokalplan må ikke være i modstrid med rammerne. Hjemlen er planloven.
| Forvaltning | Spire Denne artikel om forvaltning er en spire som bør udbygges. Du er velkommen til at hjælpe Wikipedia ved at udvide den. |